# 모량역
모량역(Moryang station, 牟梁驛)은 경상북도 경주시 건천읍 모량리에 있는 중앙선과 동해선의 철도역이자 중앙선의 종점이다.
중앙선 구 역사 위로 동해선 신호장이 십자 교차하는 형태의 역 구조를 갖고 있다.
1922년 11월 1일 '광명역'이라는 역명의 역원배치간이역으로 영업을 시작했다. 1939년 6월 1일에 모랑(毛良)역으로 역명이 변경되었으며, 2001년 7월 1일에 모량역(牟梁驛)으로 변경되었다.
동대구 ~ 포항 간 통근열차가 2007년 12월 31일을 마지막으로 폐지되어 여객 취급이 중지되었으나, 철로 이설 후 경부고속선과 동해선의 연결선이 부설되고 2021년에 기존 분기역이었던 경주역의 폐역과 함께 중앙선과 동해선의 실질적인 분기역 역할을 맡고 있어서 운전상으로는 매우 중요한 신호장이다.

## 연혁
- 1922년 12월 25일 : 광명역(光明驛)이라는 이름으로 역원배치간이역으로 영업 개시[1]
- 1928년 12월 10일 : 보통역으로 승격[2]
- 1930년 4월 1일 : 화물 취급 개시[3]
- 1939년 6월 1일 : 모랑(毛良)역으로 역명 변경 및 표준 궤로 개량하면서 역사를 이전[4]
- 1976년 7월 10일 : 화물 취급 중지[5]
- 1977년 5월 16일 : 수소 화물 취급 중지[6]
- 1997년 6월 1일 : 배치간이역으로 격하[7]
- 2001년 7월 1일 : 역명 한자를 모량(毛良)에서 모량(牟梁)으로 변경[8]
- 2004년 12월 10일 : 무배치간이역으로 격하 및 철도승차권 단말기 철거[9]
- 2007년 6월 1일 : 일반 열차 통과
- 2015년 2월 24일 : 건천연결선 및 동해본선 모량신호장 사용 개시[10]
- 2017년 12월 18일 : 여객 취급 중지 및 신호장으로 격하[11]
- 2021년 11월 17일: 철도거리표 고시[12]
- 2021년 12월 28일: 중앙선 복선 전철화 완공으로 기존 역사 폐지, 신 역사로 이전[13]하여 신호장으로 재개장.
- 2022년 12월1일: 폐역